# بيت لوند
بيت لوند (بالإنجليزية: Pete Lund)‏ هو سياسي أمريكي، ولد في 1 مارس 1964 في ديترويت في الولايات المتحدة. حزبياً، نشط في الحزب الجمهوري. وقد انتخب عضو مجلس نواب ميشيغان ‏.